# Visconde do Passé
Visconde do Passé é um título nobiliárquico brasileiro criado por D. Pedro II do Brasil, por decreto de 2 de dezembro de 1854, em favor a Antônio da Rocha Pita Argolo.
Titulares
1. Antônio da Rocha Pita Argolo – 1.º barão e conde de Passé;
2. Francisco Antônio Rocha Pita e Argolo – filho do anterior, 2.º barão de Passé.